# Печера Верьовкіна

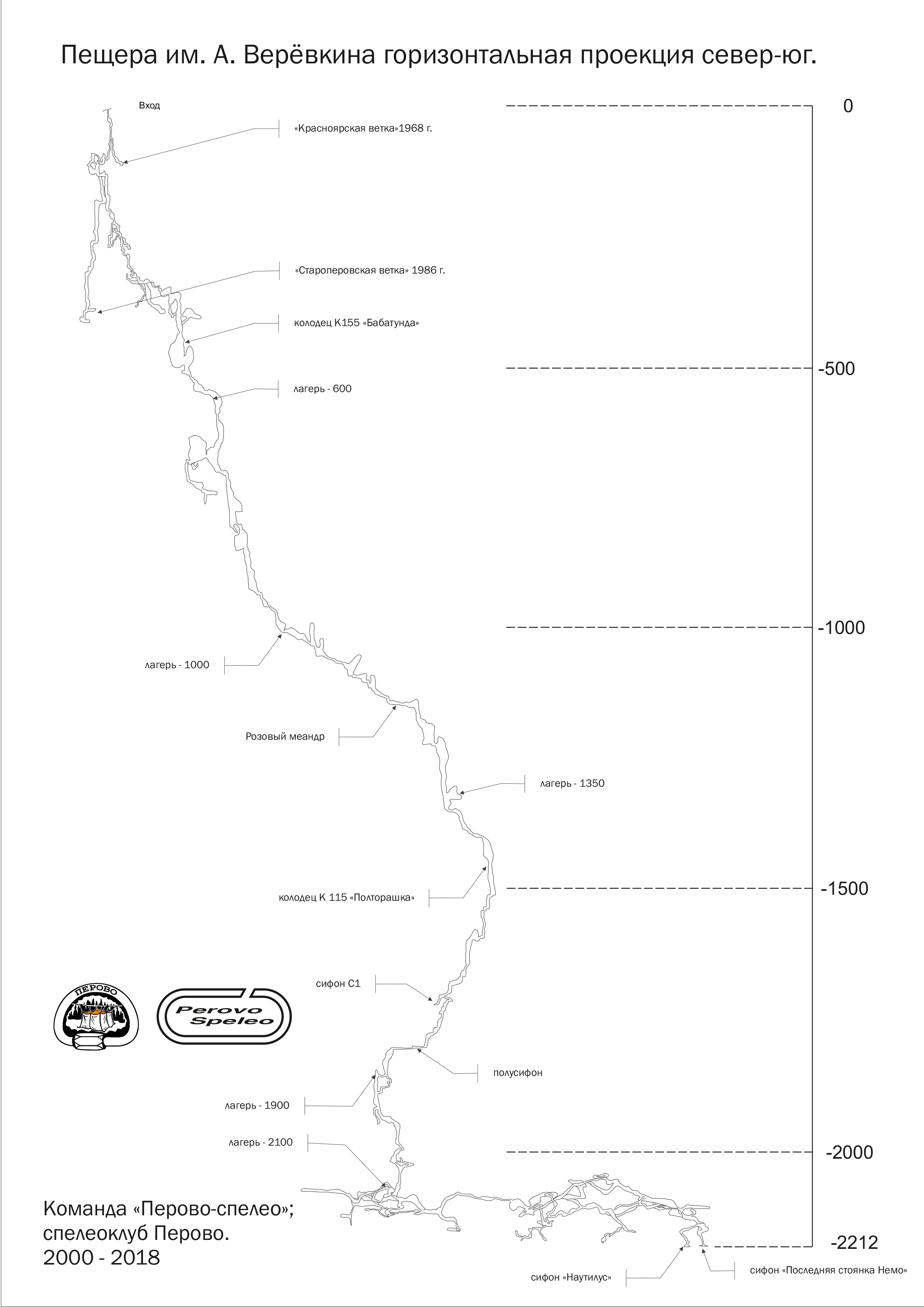
Проєкція на площину Північ-Південь

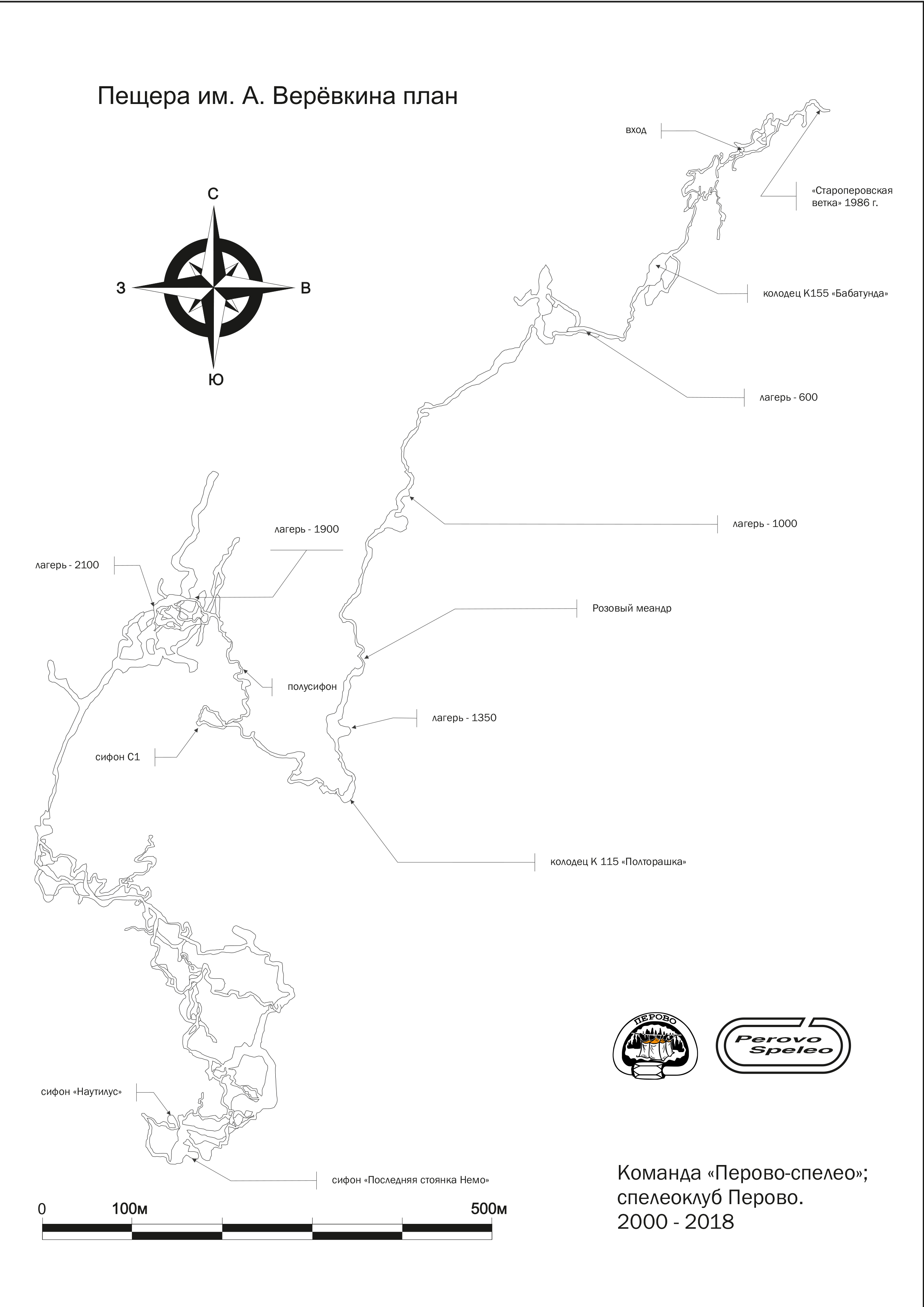
План Ω ім. О. Верьовкіна, серпень 2017 р.

Печера Верьовкіна — печера на плато Арабіка, що належить до Гагрського хребта Західного Кавказу на території Абхазії. Глибина відомої частини печери за результатами топоз'йомки 2017 року становить 2204 м та перевершує глибину печери Крубера (Вороняча) на 7 м. Рекордна глибина досягнута без подолання сифонів. В експедиції березня 2018 року було виміряно глибину сифонного озера Остання стоянка Немо, що додало 8 м до глибини печери і вона збільшилася до 2212 м та 2223 м у серпні 2023 року завдяки підводному дрону.
Вхід до печери перетином 3 × 4 м знаходиться на перевалі між горами Фортеця і Парасолька, ближче до схилів гори Фортеця. Глибина вхідного колодязя складає 32 м.

## Назва
Спочатку маркувалася як С-115, потім П1-7, але в 1986 році була перейменована на печеру імені Олександра Верьовкіна. Спелеолог Олександр Верьовкін загинув в 1983 році при проходженні сифона в печері Су-Акан, розташованої в масиві Сари-Тала, Кабардино-Балкарська Республіка, Російська Федерація.

## Історія дослідження
- 1968 рік — печеру було відкрито красноярськими спелеологами. Пройдена глибина склала 115 м. Печеру промаркували як С-115.
- 1982 рік — печера знайдена вдруге експедицією Перовського спелеоклубу (Москва). Промарковано як П1-7. В експедиціях Перовського спелеоклубу 1983-86 років печера пройдена до глибини 440 м.
- З 1986 по 2000 роки роботи в печері не велися.
- З 2000 по 2015 рік спелеоклубом «Перово» і командою «Перово-спелео» тривали дослідні роботи. Глибина печери залишалася 440 м.
- У серпні 2015 року в результаті експедиції спелеоклубу «Перово» був знайдений колодязь глибина якого, як потім було встановлено, склала 156 м. Це відкриття означало, що період трудомісткого дослідження печери завершено. Воно поклало початок низці значних відкриттів.
- У червні 2016 року відбулася експедиція команди «Перово-спелео», в якій печера була пройдена до глибини 630 м.
- У серпні 2016 року у спільній експедиції команди «Перово-спелео» і спелеоклубу «Перово» печера була пройдена до глибини 1010 м, в жовтні — до глибини 1350 м.
- У лютому 2017 року експедицією команди «Перово-спелео» печера пройдена до глибини 1832 м, що зробило її другою за глибиною у світі після печери Крубера (Вороняча).
- На початку серпня 2017 року спелеоклуб «Перово» пройшов печеру до глибини 2151 м. В нижніх частинах було виявлено великі горизонтальні частини, нетипові для масиву Арабіка. Вони є давнім колектором карстової водоносної системи. Печера стала другою надглибокою (глибше 2 км) і глибокою, доступною без підводного спорядження.
- У другій половині серпня 2017 роки команда «Перово-спелео» пройшла печеру до глибини 2204 м, встановивши новий світовий рекорд глибини.
- У березні 2018 роки команда «Перово-спелео» провела чергову експедицію, додавши більше кілометра ходів до карти печери і вимірявши лотом глибину сифонного озера Остання стоянка Немо. Глибина склала 8,5 м, таким чином загальна глибина печери досягла 2212 м.
- Серпень 2023 року – глибину печери збільшено до 2 223 метрів завдяки огляду останнього стенда сифона капітана Немо підводним дроном, знову під час експедиції спелеоклубу «Перово»[4]